# ASIL Lisi
ASIL Lisi (nowogr. ΑΣΙΛ Λύσης) – cypryjski klub piłkarski mający swoją siedzibę w Lisi. Występuje w Protathlima B’ Kategorias, drugim najwyższym szczeblu piłkarskim na Cyprze.

## Historia
Klub ASIL Lisi został założony 26 czerwca 1932. Po raz pierwszy do Protathlima A’ Kategorias awansowali w sezonie 1966/1967, kiedy to wygrali fazę finałową Protathlima B’ Kategorias. Grali tam przez cztery sezony, do momentu spadku w 1971. Wrócili do niej po sezonie, jednak w najwyższej klasie rozgrywkowej grali tylko przez rok. Ponownie awansowali do niej po sezonie wygrywając ligę. Utrzymali się w niej przez 3 lata i zaliczyli spadek po sezonie 1976/1977. 

## Stadion
ASIL Lisi rozgrywa swoje mecze na Stadionie Neo GSZ.

## Skład
Stan na 8 grudnia 2024
| Nr | Poz. | Piłkarz                                         |
| -- | ---- | ----------------------------------------------- |
| 1  | BR   | Kyprianos Andru                                 |
| 5  | OB   | Jorjos Papadanasiu                              |
| 7  | NA   | Andreas Zachariu                                |
| 8  | PO   | Diogo Neto                                      |
| 9  | NA   | Apollonas Wasiliu                               |
| 10 | PO   | Lawrence Panda                                  |
| 11 | NA   | Anastasios Okaridis                             |
| 12 | OB   | Kiriakos Kiriaku                                |
| 14 | OB   | Wangelis Dziamis (wypożyczony z Omonii Aradipu) |
| 15 | PO   | Nikos Katziis                                   |
| 16 | PO   | Antonis Christaki                               |
| 17 | PO   | Janis Saregos                                   |
| 18 | OB   | Andreas Flori                                   |

| Nr | Poz. | Piłkarz                  |
| -- | ---- | ------------------------ |
| 21 | NA   | Minas Flori              |
| 22 | OB   | Christos Tryfonos        |
| 23 | PO   | Nikolas Mina             |
| 27 | NA   | Eftimis Jeorju           |
| 32 | OB   | Antonis Katsis           |
| 50 | PO   | Jack Fotis Charalampus   |
| 55 | OB   | Lefteris Chadzikonstandi |
| 74 | BR   | Harry Tumbe Eppie        |
| 77 | NA   | Jeorjos Kadziati         |
| 78 | PO   | Stylianos Trulis         |
| 86 | BR   | Kiriakos Stratilatis     |
|    | OB   | Jean Prudente            |
|    | NA   | Uroš Mrdaković           |

## Sukcesy
- Protathlima B’ Kategorias (2x): 1966/1967, 1973/1974
- Protathlima C’ Kategorias (1x): 2000/2001[11]